# Wijken en buurten in Maasgouw
De Nederlandse gemeente Maasgouw is voor statistische doeleinden onderverdeeld in wijken en buurten. De gemeente is verdeeld in de volgende statistische wijken:
- Wijk 00 Maasbracht (CBS-wijkcode:164100)
- Wijk 01 Linne (CBS-wijkcode:164101)
- Wijk 02 Stevensweert (CBS-wijkcode:164102)
- Wijk 03 Ohé en Laak (CBS-wijkcode:164103)
- Wijk 04 Thorn (CBS-wijkcode:164104)
- Wijk 05 Heel (CBS-wijkcode:164105)
- Wijk 06 Beegden (CBS-wijkcode:164106)
- Wijk 07 Wessem (CBS-wijkcode:164107)

Een statistische wijk kan bestaan uit meerdere buurten. Onderstaande tabel geeft de buurtindeling met kentallen volgens het Centraal Bureau voor de Statistiek (2008):
| CBS-buurtcode | Buurtnaam                             | Inwonertal | Opp. totaal (ha) | Opp. land (ha) | Ligging                |
| ------------- | ------------------------------------- | ---------- | ---------------- | -------------- | ---------------------- |
| BU16410000    | Maasbracht                            | 5980       | 438              | 329            | Locatie in de gemeente |
| BU16410001    | Brachterbeek                          | 1250       | 101              | 101            | Locatie in de gemeente |
| BU16410009    | Verspreide huizen Het Vonderen        | 110        | 538              | 433            | Locatie in de gemeente |
| BU16410100    | Linne                                 | 3700       | 232              | 229            | Locatie in de gemeente |
| BU16410109    | Verspreide huizen Linnerveld en Weerd | 20         | 167              | 143            | Locatie in de gemeente |
| BU16410200    | Stevensweert waaronder Bilt           | 1380       | 467              | 329            | Locatie in de gemeente |
| BU16410201    | Eiland-Brandt                         | 290        | 266              | 184            | Locatie in de gemeente |
| BU16410300    | Laak                                  | 210        | 195              | 153            | Locatie in de gemeente |
| BU16410301    | Ohé                                   | 660        | 194              | 152            | Locatie in de gemeente |
| BU16410400    | Thorn                                 | 2460       | 183              | 178            | Locatie in de gemeente |
| BU16410409    | Verspreide huizen Thorn               | 100        | 486              | 400            | Locatie in de gemeente |
| BU16410500    | Heel                                  | 4040       | 378              | 346            | Locatie in de gemeente |
| BU16410501    | Panheel                               | 220        | 120              | 96             | Locatie in de gemeente |
| BU16410509    | Verspreide huizen Heel                | 160        | 692              | 500            | Locatie in de gemeente |
| BU16410600    | Beegden                               | 1780       | 810              | 730            | Locatie in de gemeente |
| BU16410700    | Wessem                                | 2190       | 537              | 278            | Locatie in de gemeente |